# Top Wing
Top Wing is een Canadese animatieserie geproduceerd door Industrial Brothers, 9 Story Media Group en Nickelodeon Animation Studios. De serie is gedistribueerd door Nickelodeon.

## Verhaal
Top Wing vindt plaats op Big Swirl Island, een eiland dat wordt bewoond door vogels, en volgt vier enthousiaste jonge vogels - Swift, Penny, Brody en Rod - die samenwerken als nieuwe cadetten bij Top Wing Academy om hun vleugels te verdienen door hun gemeenschap te helpen. Met de hulp van mentor Speedy voeren de cadetten verschillende missies uit voor hun reddingsvaardigheden en helpen ze ook mensen in nood, terwijl ze belangrijke lessen leren.